# Cuviera wernhamii
Cuviera wernhamii là một loài thực vật có hoa trong họ Thiến thảo. Loài này được Cheek mô tả khoa học đầu tiên năm 1998.